# Центар за културу Барајево
Центар за културу Барајево обавља делатност у области културе од значаја за општину Барајево.

## Историјат
Скупштина општине Барајево, на седници одржаној 28. септембра 2007. године, донела је одлуку о оснивању ове установе културе.
Центар за културу реализује позоришне, књижевне, филмске, музичке, ликовне и едукативне програме, подстиче аматерско стваралаштво, негује и промовише културно наслеђе Барајева. Значајну делатност Центра представља организација општинских манифестација од посебног значаја.
Градска општина Барајево је скупштинском одлуком, 30. јула 2004. године, прогласила манифестације од општинског значаја:
- Дан општине Барајево, 28. август;
- Дани Будимира Буце Јовановића, 15. јул;
- Сабор Светог Илије у Вранићу - фестивал фолклора, 2. август и
- Дани Кнеза Симе Марковића, од 1—28. августа.[2]

Дан општине Барајево обележава се 28. августа, на дан када је, на Велику Госпојину,1805. године у Великом Борку, формиран Правитељствујушчи совјет сербски.
Дани Будимира Буце Јовановића, Илије и Милије Спасојевића и Радивоја Митровића Барајевца, одржавају се у Гунцатима и окупљају велики број певача и инструменталиста народне музике у знак сећања на значајне музичаре пореклом из Барајева.
Сабор Светог Илије у Вранићу, 2. августа, представља смотру фолклора на којој наступају фолклорна друштва из Србије и иностранства и певачи изворне песме.
Дани Кнеза Симе Марковића одржавају се током месеца августа, када се у част Кнеза Симе Марковића организују изложбе, књижевне вечери, концерти, спортска такмичења и сл.
Делатност Центра за културу се обавља у објектима Дома културе у Барајеву и Спомен дома у Вранићу.

## Галерија
- Поглед са предње стране Дома културе у Барајеву
- Поглед са предње стране Дома културе у Барајеву-улаз у Центар за културу
- Сунчани сат